# 黑澤爾倫 (明尼蘇達州)
黑澤爾倫（英語：Hazel Run）是一個位於美國明尼蘇達州耶洛梅德辛縣的城市。

## 歷史
黑澤爾倫於1884年成立，1902年建制。黑澤爾倫的郵局於1884年設立，其後於1992年停運。

## 人口
根據2020年美國人口普查的數據，黑澤爾倫的面積為1.97平方千米，皆為陸地。當地共有人口55人，而人口密度為每平方千米28人。